# 독도안용복길
독도안용복길(獨島安龍福-)은 경상북도 울릉군 울릉읍 독도리 20-2번지에 위치한 도로로 총 연장은 10m이다.

## 유래
독도안용복길은 2011년 도로명 주소 시행에 맞추어 국민 공모에 의해 붙여진 도로이기도 하다. 또한 지정학적상 위치는 독도의 서도에 있으며, 이 길은 안용복이 일본까지 찾아가 울릉도와 독도가 대한민국 고유의 영토임을 인정하도록 담판지은 조선시대의 어부의 이름으로 지어졌다.

## 노선 정보
- 총 연장 : 10 m
- 기점 및 종점 : 경상북도 울릉군 울릉읍 독도리 20-2

## 지리
- 통과하는 지자체 : 경상북도 울릉군 울릉읍 독도리 (서도)
- 접촉하는 도로 : 없음
- 주변 시설 : 독도주민숙소[A]

## 같이 보기
- 안용복
- 독도이사부길